# Maltański krab słodkowodny
Maltański krab słodkowodny (Potamon fluviatile lanfrancoi) – podgatunek kraba słodkowodnego z rodziny Potamidae, endemiczny mieszkaniec Wysp Maltańskich. Jest niezwykle rzadki, a jego liczba w ciągu ostatnich lat spada.

## Ogólna charakterystyka
Maltański krab słodkowodny (na Malcie znany jako Qabru) jest dziesięcionogiem (skorupiak wyposażony w 10 nóg). Osiąga do 80 milimetrów długości. Jest barwy zielono-szarej, z rzadka usiany pomarańczowo-żółtymi łatkami, dodatkowo jego nogi na całej długości pokrywa różowy odcień.

## Środowisko
Maltański krab słodkowodny spotykany jest w wodach słodkich. W wodach płynących jest obecny przez cały rok, aczkolwiek żyje również w stawach i źródłach. Można go znaleźć w Imtaħleb, Baħrija, Għajn Żejtuna w Mellieħa i San Martin na Malcie oraz w Dolinie Lunzjata na Gozo.
W momencie, gdy krab poczuje zagrożenie, chroni się kryjąc pod skałami lub kamieniami w wodzie, wyszukując kryjówki pośród roślinności albo wchodząc do jamek, które sam wykopuje. Jamki te wykopywane są w mule lub glinie i mogą przekraczać 50 cm głębokości. Część wykopu jest zwykle zalana.

## Pożywienie
Maltański krab słodkowodny jest mięsożercą i odżywia się zwierzętami mniejszymi od niego samego, takimi jak np. kijanki. Żeruje głównie po zmierzchu.

## Populacja
Liczba maltańskich krabów słodkowodnych systematycznie zmniejsza się. Przyczyną jest zanieczyszczenie wód, a także wysychanie źródeł spowodowane poborem wody przez ludzi.